# The Royal World
The Royal World es una de serie de telerrealidad de MTV la cual debutó en noviembre de 2018. El programa de seis episodios y una hora de duración fue anunciado en julio de 2018, producido por Initial y como parte de Endemol Shine Group. Los productores ejecutivos son Orr Barker y Iestyn Barker de MTV, y Andrew Jackman de Initial. El programa fue grabado en Reino Unido y en él figura el reparto viviendo "un verano entero en el campo inglés".

## Reparto
The Royal World tiene a Archie Manners como presentador, un mago profesional. En el programa figuran diez hombres y mujeres que dicen ser miembro de familias reales o nobles, o que están relacionados con ellas de alguna forma.
| Nombre                            | Descripción | Referencias       |
| --------------------------------- | --- | ----------------- |
| Tyler Dooley                      | Tyler cultiva marihuana y es el medio-sobrino de Meghan de Sussex. | [ 5 ] [ 6 ] [ 4 ] |
| Jessica Heydel                    | Heydel, quien nació en el Reino Unido pero creció en Rusia, declaró en 2015 ser la heredera y sucesora de dos baronías. | [ 7 ] [ 4 ]       |
| Adeniyi Obafemi Olopade Aka Niyi  | Niyi dice ser el hijo de un "jefe de tribu nigeriano" no especificado. | [ 4 ]             |
| Camilla Beresford                 | Beresford es la hija de Henry Nicholas de la Poer Beresford, 9.º marqués de Waterford. | [ 4 ]             |
| Zara Zoffany Farida Sassoon-Munns | Sassoon-Munns es una "chica fiestera que ha vivido en hoteles de lujo hasta los quince años" | [ 4 ]             |
| Michael Campbell                  | Campbell es el hijo adoptado de Georgia Arianna Campbell, quien – antes de adoptarlo – estuvo casada por catorce meses con el hijo menor de Ian Campbell, 11.º duque se Argyll. Su hermano, Dimitri, también aparece en el programa. Según Campbell "lo que me hace de la realeza es que soy un conde". Según Campbell, el asentamiento de su familia es el Castillo Goring. | [ 4 ]             |
| Daniel MacLaurin                  | MacLaurin es "miembro del Clan Maclaurin". | [ 4 ]             |
| Sienna Rose Myson                 | Myson una vez "montó a caballo junto a Zara Tindall". | [ 4 ]             |
| Maria Gabrilella Diana            | Diana es la hija de un "noble italiano de ascendencia napolitana". | [ 4 ]             |